# Квинт Гедий Лоллиан Плавтий Авит
Квинт Гедий Лоллиан (Гентиан?) Плавтий Авит (лат. Quintus Hedius Lollianus (Gentianus?) Plautius Avitus) — римский государственный деятель начала III века.

## Биография
Авит, по всей видимости, из лигурийского города Полленция. Его отцом был консул-суффект 186 года Квинт Гедий Руф Лоллиан Гентиан, дедом — консул 144 года Луций Гедий Руф Лоллиан Авит, а братом — консул 211 года Гедий Лоллиан Теренций Гентиан.
Он начал свою карьеру в качестве военного трибуна XIII Парного легиона, дислоцированного в провинции Дакия. Возможно, в 195 году, он был кандидатом в квесторы примерно в 195 году, а затем около 200 года кандидатом в преторы. Кроме того, Квинт в какой-то момент времени был монетным триумвиром. Следующей должностью Лоллиана было легатство в Азии в 201/202 году. За этим последовало его назначение на пост судьи Астурии и Галлеции.
После этого Плавтий Авит был легатом VII Парного легиона с 202 года по, вероятно, 205 год. В 209 году он занимал должность ординарного консула вместе с Луцием Аврелием Коммодом Помпеяном. Около 224 года Авит был проконсулом провинции Азия.